# 赫爾馬努斯

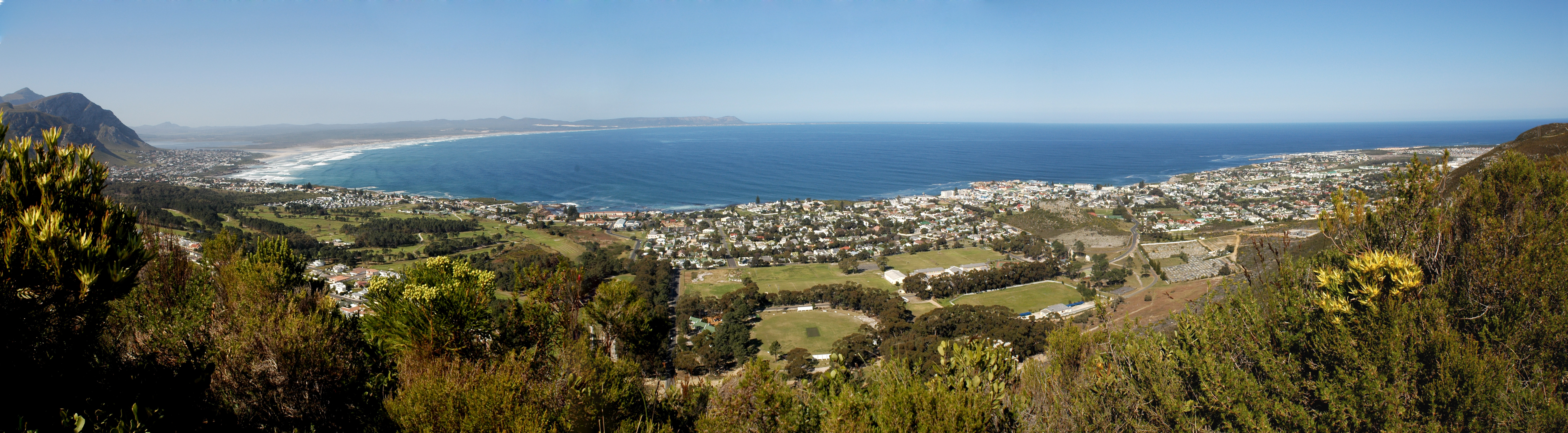

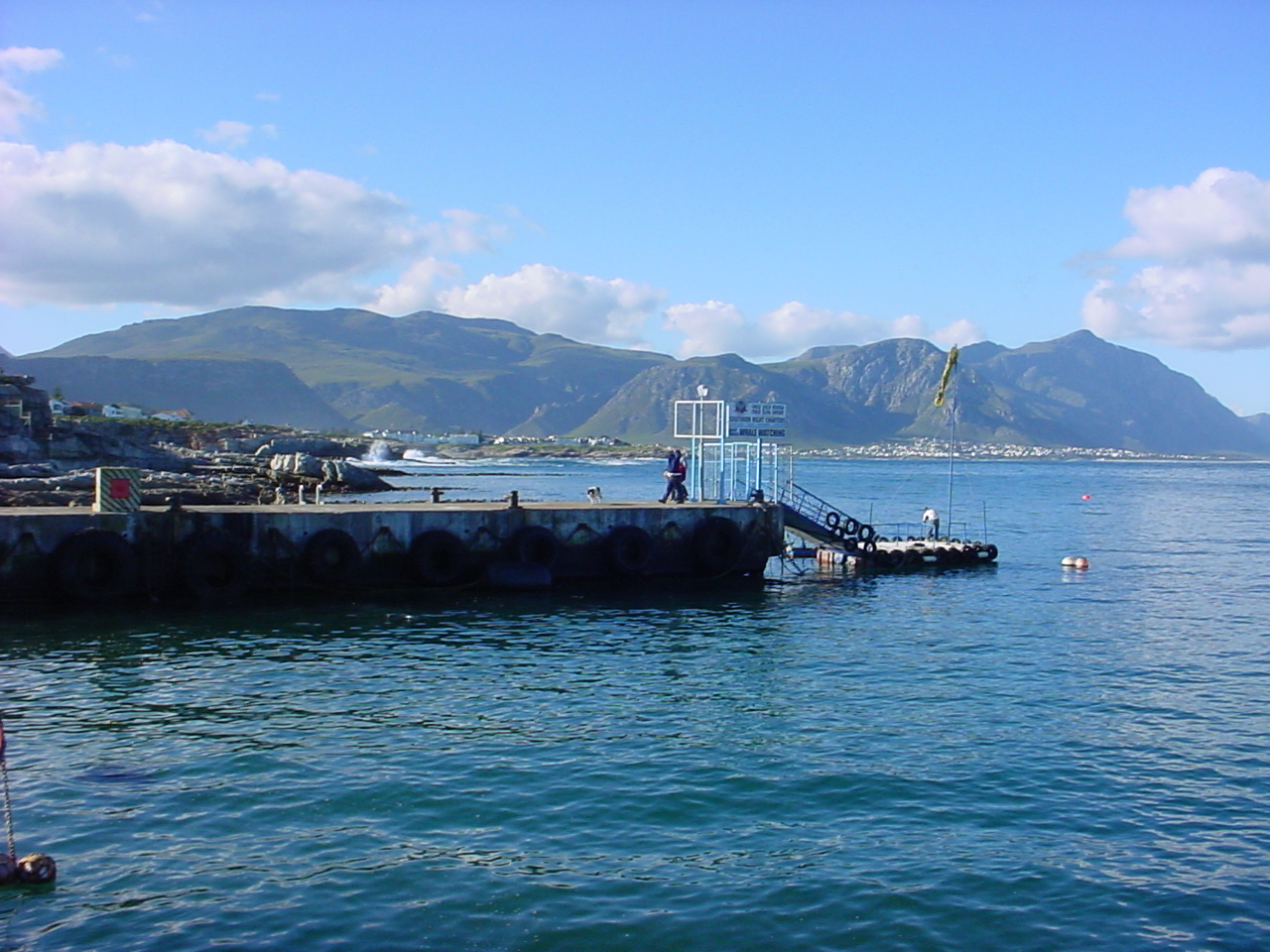

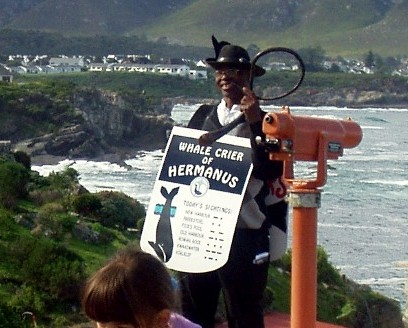

赫爾馬努斯是南非的城鎮，位於該國南部，由西開普省負責管轄，距離開普敦115公里，始建於1891年，面積17.56平方公里，2001年人口10,500，人口密度每平方公里約600人，是個賞鯨的好場所。

## 外部連結
- Your Online Guide to Hermanus （页面存档备份，存于）
- Official Site of the Hermanus Tourism/Visitor Information Centre （页面存档备份，存于）
- Welcome to Hermanus （页面存档备份，存于）
- Hermanus whale festival